# Healing Process
《Healing Process》는 2006년 9월 21일 발매된 넬의 통산 5집 앨범이자 정규 3집 앨범이다. 《Walk Through Me》를 끝으로 서태지컴퍼니와 결별하고 절친한 동료 그룹 에픽하이의 소속사 울림 엔터테인먼트에서 이 앨범을 발매하였다. 이 앨범을 통해 넬은 완전히 '라디오헤드의 그늘'에서 탈피하여 자신들 고유의 색깔을 찾았다고 볼 수 있으며, 대중들에게 큰 인기를 끌게 되었다. 이 앨범을 발매한 후 인디 1집 《Reflection of》는 30만원까지 치솟아 중고 앨범 사상 최고가를 기록했고, 인디 2집 《Speechless》가 재발매되었다. 타이틀곡은 〈마음을 잃다〉, 후속곡은 〈Good Night〉이다.

## 수록곡
전체 작사·작곡: 김종완. 전체 편곡: Nell
| #   | 제목            | 재생 시간 |
| --- | --------------- | --------- |
| 1.  | 현실의 현실     | 3:58      |
| 2.  | 섬              | 5:00      |
| 3.  | Good Night      | 4:30      |
| 4.  | Counting Pulses | 4:52      |
| 5.  | 그리움          | 4:42      |
| 6.  | Beautiful Day   | 4:27      |
| 7.  | 치유            | 5:15      |
| 8.  | 마음을 잃다     | 4:14      |
| 9.  | 안녕히 계세요   | 6:05      |
| 10. | 어떻게 생각해   | 5:12      |

| #  | 제목                                     | 재생 시간 |
| -- | ---------------------------------------- | --------- |
| 1. | 얼음산책                                 | 4:17      |
| 2. | Meaningless                              | 5:07      |
| 3. | 오후와의 대화                            | 4:31      |
| 4. | A.S                                      | 4:27      |
| 5. | 한계                                     | 3:45      |
| 6. | 51분 전                                  | 3:55      |
| 7. | Movie                                    | 4:37      |
| 8. | 1분만 닥쳐줄래요 (Hidden Track, CD Only) | 4:54      |

## 평가
수록된 곡들의 전체적인 느낌은 인디 시절에 낸 앨범 《Reflection of》부터 이전 앨범 《Walk Through Me》까지의 변화 과정을 모두 보여준다고 할 수 있다. 죽음과 절망, 이별 등 어두운 주제와 사랑, 그리움 등 서정적인 주제를 모두 다루었으며 작업 기간이 길어짐에 따라 자연스럽게 트랙 수도 많아졌다. 《walk through me》에서 보여주기 시작했던 키보드가 앞으로 배치되어, 몽환성을 더욱 살려주었다. 또한 이전 앨범에서 별다른 세션을 쓰지 않은 것과 달리 현악기 등 다양한 사운드를 이용하는 실험적인 모습도 보여주었다. 그러나 일부 매니아들에겐 지나치게 대중적이라는 이유로 좋은 평가를 받지 못했고, 각 수록곡들의 분위기가 비슷비슷하다는 의견도 있었다. 하지만 〈마음을 잃다〉, 〈Good Night〉 등은 일반 대중들에게 호응을 얻었고, 넬의 팬들의 수가 많아지는 계기가 되었다.

## 사연 및 가설
- 〈현실의 현실〉은 이 앨범에서 김종완이 가장 좋아하는 곡이다.
- 〈섬〉은 김종완이 여자친구와 섬으로 놀러갔을 때 쓴 곡이다.
- 〈Good Night〉는 인디시절에 함께 음악을 하던 떠나간 친구를 생각하며 쓴 곡이라는 설이 있다. 그와 관련된 뜻을 담아 뮤직비디오 또한 상업적 가요시간을 비판하는 내용을 담고 있다.
- 〈Beautiful Day〉는 정신병원에 갇힌 사람의 자살노래가 아니냐는 해석이 있다. 그 설에 따르면 가사의 '하얀 방'은 정신병원 병동 안을 뜻한다.
- 〈마음을 잃다〉는 김종완이 작사, 작곡을 할 때 멜로디와 가사가 동시에 나온 곡이다.
- 〈안녕히 계세요〉는 이 앨범에서 이재경이 가장 좋아하는 곡인데, '자살에 관련된 노래'라는 이유로 방송불가 판정을 받았다. 정신병자의 자살이라는 해석도 있는데, 이에 따르면 '언제부터였나요. 잘 생각해봐요.'는 정신과 의사의 말, '입 닥치고 그냥 내놓기나 해요'는 수면제를 달라고 소리치는 것이 아니냐는 견해가 있다.
- 〈어떻게 생각해〉는 이 앨범에서 정재원이 가장 좋아하는 곡이다.
- 〈얼음산책〉의 가제는 '크림 스파게티'이다. 앨범을 녹음하던 중, 김종완이 멤버들에게 직접 만들어주었고 그 맛이 레스토랑에서 먹는 것보다 훨씬 맛있어서 가제로 붙이게 된 사연이 있다.
- 〈Meaningless〉는 김종완이 술에 취한 채 보컬을 녹음했다. 이 앨범에서 이정훈이 가장 좋아하는 곡이다.
- 〈A.S〉는 키보드 박자와 〈섬〉의 도입부 드럼 박자가 비슷하여 이 또한 〈섬〉과 관련된 내용이 아니냐는 의견이 있다.
- 〈한계〉는 넬이 반항적인 시절에 불만에 넘쳐 쓴 글이 그대로 도입구의 가사가 되었다. 음악가로서의 자신에게 사람들이 바라고 기대하는 것과 비판하는 것에 대한 이야기라는 소문이 있다.
- 〈51분 전〉은 김종완이 곡을 다 쓰고 보니, 어쩌면 51분 후에 자신이 죽어버릴 것 같다는 생각이 들어 지은 제목이다.
- 〈1분만 닥쳐줄래요〉는 제목처럼 이전 트랙이 끝나고 나서 정확히 1분 간의 정적 후에 곡이 시작된다.

## 백 마스킹
백 마스킹(Back Masking)이란 인위적으로 본래의 곡에 가사나 멜로디를 거꾸로 삽입하는 것으로 다수의 곡에 사용되었다.
- 현실의 현실(02:06~02:30) : 들리지 않던 피아노 멜로디가 나온다.
- 치유(03:03~04:14) : 들리지 않던 기타 멜로디가 나온다.
- 한계(01:23~01:35) : 들리지 않던 기타 멜로디가 나온다.
- Meaningless(03:05~05:07) : 원곡과 같은 현악 멜로디가 나온다. (첫음과 끝음이 같기에 의도하지 않은 것일 수도 있다.)